# Kecamatan Biak Utara
Kecamatan Biak Utara är ett distrikt i Indonesien.   Det ligger i provinsen Papua, i den östra delen av landet, 3 300 km öster om huvudstaden Jakarta. Kecamatan Biak Utara ligger på ön Kepulauan Schouten.